# Аль-Мадіна

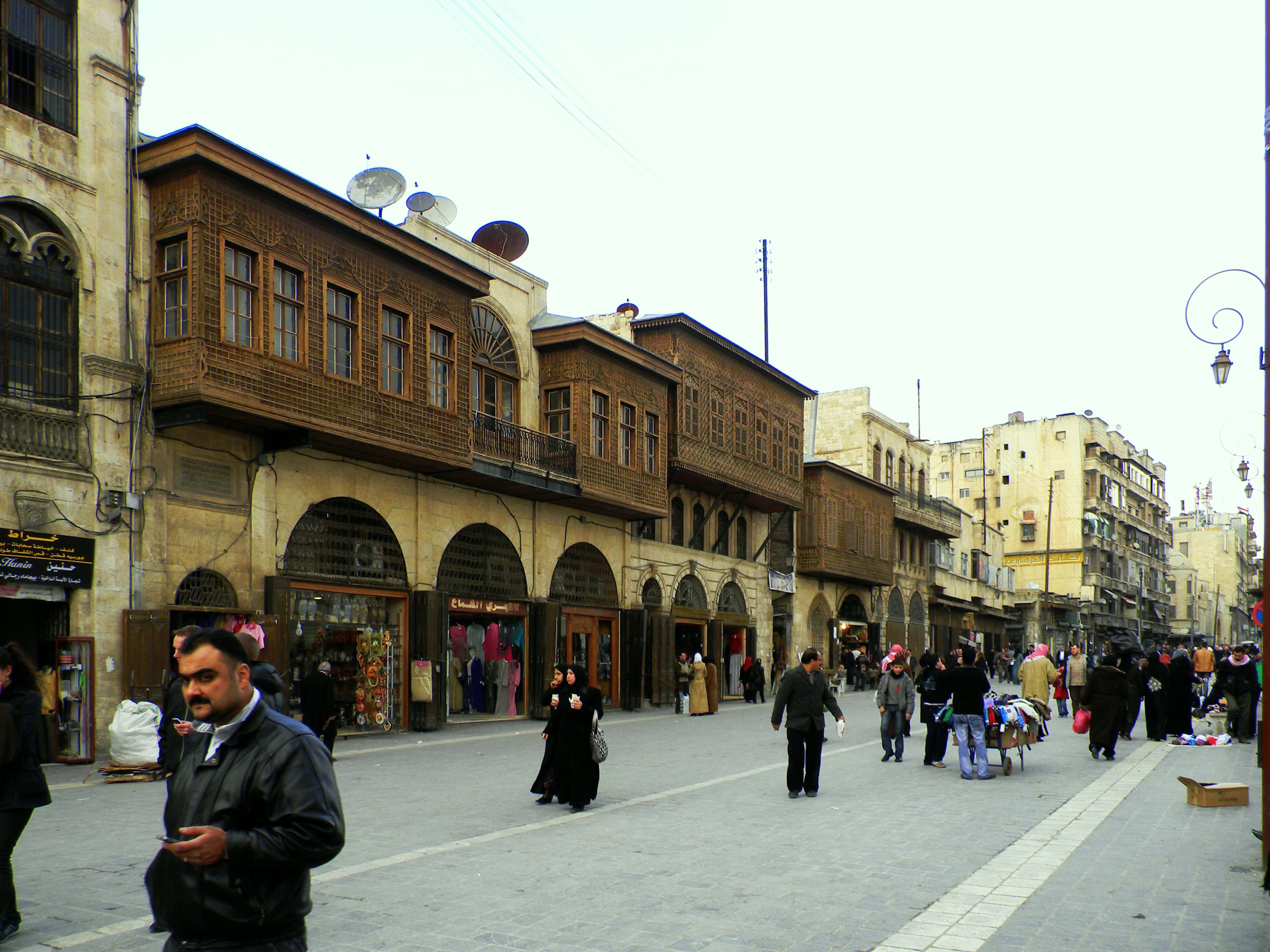
Головна вулиця ринку Аль-Мадіна, січень 2011

Аль-Маді́на (араб. سوق المدينة) — критий ринок (сук) в центрі оточеного стінами старого міста Халеб. Аль-Мадіна, з його довгими вузькими вуличками, є найбільшим критим історичним ринком у світі, його довжина становить близько 13 кілометрів. Це головний торговий центр, де продаються предмети розкоші з інших країн: такі як шовк з Ірану, спеції та барвники з Індії та багато іншого. Тут же можна придбати товари місцевого виробництва: вовна, мило, сільськогосподарську продукцію. Ринок Аль-Мадіна є своєрідним конгломератом суків, більшість з яких існують з XIV століття та мають власні імена, за назвами професій, ремесел чи товарів: вовняний сук, мідний сук тощо. 
Ринок включає в себе караван-сараї для постою торговців та зберігання товарів. Тут також є ремісничі крамнички та майстерні. Більшість караван-сараїв також мають власні імена, в залежності від призначення та розташування на території ринку. Нерідко це пам'ятки архітектури з історичними фасадами та входами з важкими дерев'яними дверима. 
1986 року Сук Аль-Мадіна, у складі всього Старого міста Алеппо було включено до Списку всесвітньої спадщини ЮНЕСКО.
Багато частин ринку, включаючи середньовічні споруди, постраждали й були зруйновані в кінці вересня 2012 року в результаті мінометного обстрілу та пожеж під час Битви за Алеппо, між урядовими військами та опозиційної до режиму Башара Асада Вільної армії Сирії.